# Zistersdorf
Zistersdorf osztrák város Alsó-Ausztria Gänserndorfi járásában. 2020 januárjában 5379 lakosa volt. 

## Elhelyezkedése

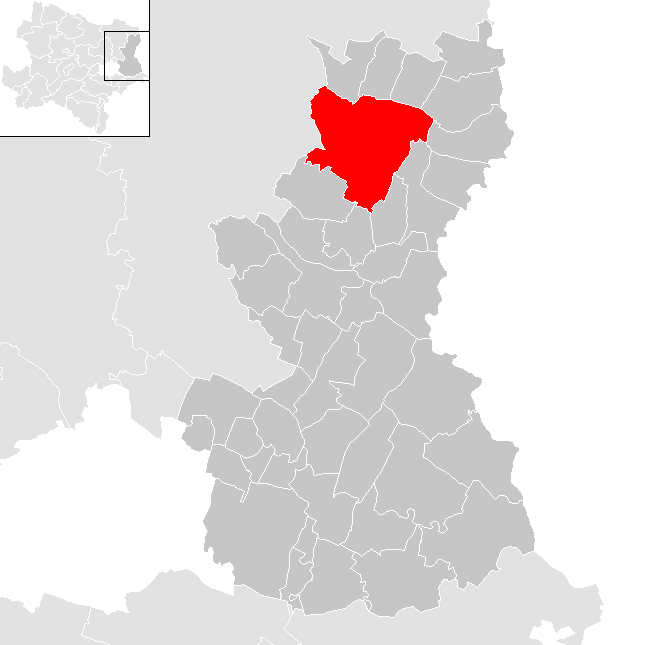
Zistersdorf a Gänserndorfi járásban

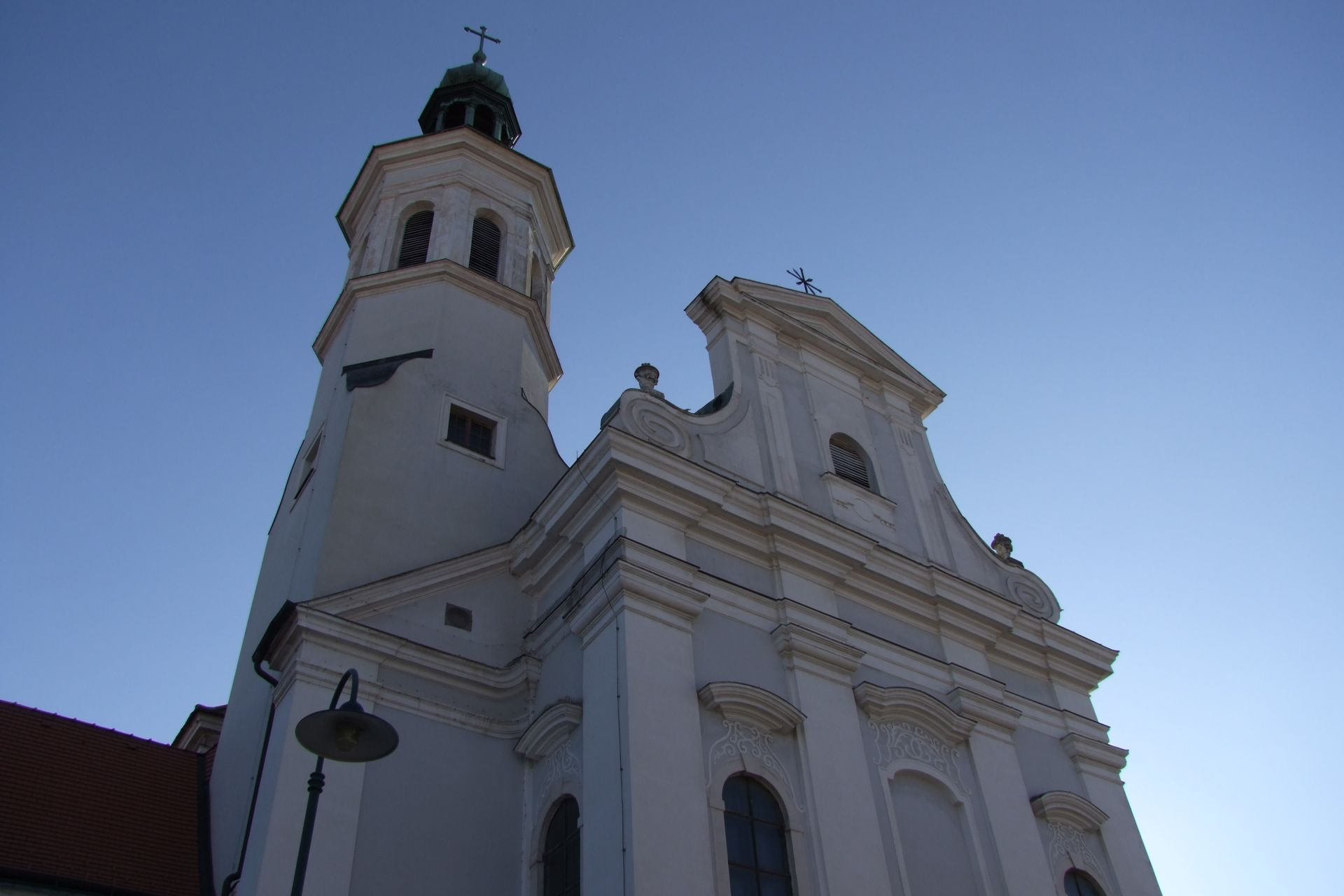
A Szent kereszt-felemelése-plébániatemplom

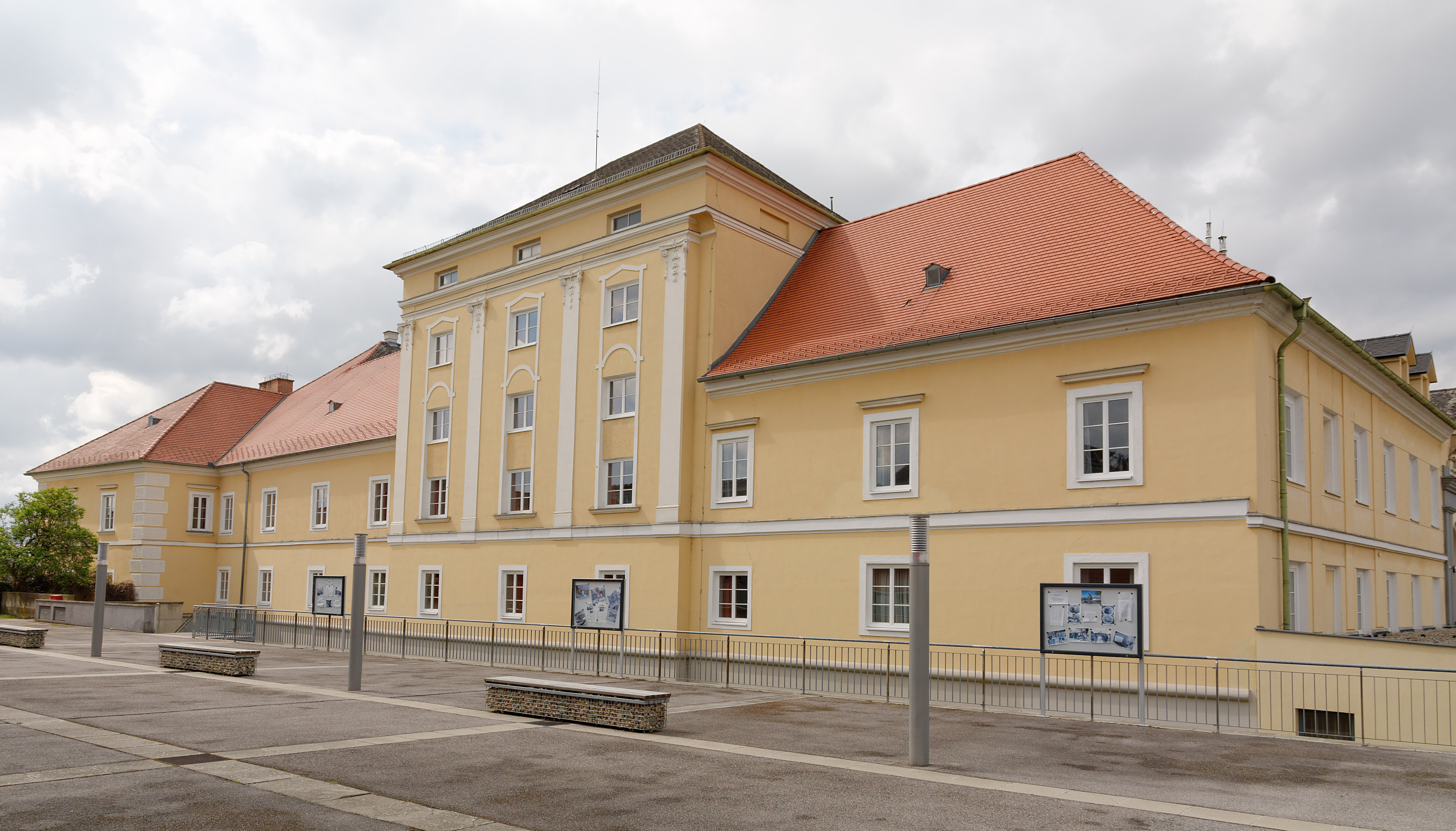
A volt zistersdorfi kastély

Zistersdorf a tartomány Weinviertel régiójában fekszik a Weinvierteli-dombságon, a Zistersdorfer Bach folyó mentén. Területének 9,3%-a erdő, 78,2% áll mezőgazdasági művelés alatt. Az önkormányzat 9 települést egyesít: Blumenthal (141 lakos 2020-ban),  Eichhorn (295), Gaiselberg (222), Gösting (309), Großinzersdorf (515), Loidesthal (603), Maustrenk (318), Windisch Baumgarten (180) és Zistersdorf (2796). 
A környező önkormányzatok: északra Hauskirchen és Neusiedl an der Zaya, északkeletre Palterndorf-Dobermannsdorf és Ringelsdorf-Niederabsdorf, keletre Drösing, délkeletre Dürnkrut, délre Velm-Götzendorf és Spannberg, délnyugatra Sulz im Weinviertel, nyugatra Mistelbach, északnyugatra Wilfersdorf.

## Története
Zistersdorfet 1160-ban említik először. 1250-ben akkori birtokosai, a Kuenringek fallal vették körül, 1284-ben pedig városjogot kapott. 
A 15. században a husziták fosztották ki Zistersdorfot, 1645-ben a harmincéves háborúban a svéd Torstensson pusztította el Bécs környékével együtt, 1706. október 17-én pedig Forgách Simon 16 ezer kurucával rabolta ki és várában 400 embert legyilkoltak.
A Kuenring nemzetség 1594-es kihalása után a Pottendorfok (később Althan grófjai) szerezték meg a várost. Zisterdorf hűbérurai között volt Rudolf von Teuffenbach, Wallenstein egyik hadvezére is, aki ispotályt és ferences kolostort (ennek apátsági temploma ma a plébániatemplom) alapított. 1820 körül a kastélyban ún. lovagi akadémiát (oktatási intézmény nemesifjak számára) rendeztek be.
A 19. században Zistersdorf ipara, különösen a téglagyártás gyors ütemben fejlődött és vasúti csomópontként lett jelentős. A 20. században kőolajtermeléséről lett híres. Az első kutat 1930-ban indították be. A 30-as évek közepén napi 30 tonna olajat termeltek, ami létfontosságú volt a német hadsereg számára a második világháborúban. Ennek megfelelően többször is szövetséges légitámadás érte, 1945-ben pedig – bár a Wehrmacht vehemensen védte – a Vörös Hadsereg egyik fő célpontjává tette Kelet-Ausztriában. 
Az önkormányzat mai formájában 1971-ben alakult ki, a környező községek (Blumenthal, Eichhorn, Gaiselberg, Gösting, Großinzersdorf, Loidesthal, Maustrenk, Windisch Baumgarten) Zisterndorfba olvadásával.

## Lakosság
A zistersdorfi önkormányzat területén 2020 januárjában 5379 fő élt. A lakosságszám 1951-ben érte el csúcspontját 7448 fővel, azóta enyhe, de folyamatos csökkenés tapasztalható. 2018-ban az ittlakók 92,9%-a volt osztrák állampolgár; a külföldiek közül 0,7% a régi (2004 előtti), 3% az új EU-tagállamokból érkezett. 2,6% a volt Jugoszlávia (Szlovénia és Horvátország nélkül) vagy Törökország, 0,8% egyéb országok polgára volt. 2001-ben a lakosok 89,4%-a római katolikusnak, 1% evangélikusnak, 3,7% mohamedánnak, 4,4% pedig felekezeten kívülinek vallotta magát. Ugyanekkor 8 magyar élt a városban; a legnagyobb nemzetiségi csoportot a németeken (94,5%) kívül a törökök alkották 1,8%-kal. 
A népesség változása:

| 2017 | 5 354 |
| 2018 | 5 391 |

## Látnivalók
- a középkori városfal

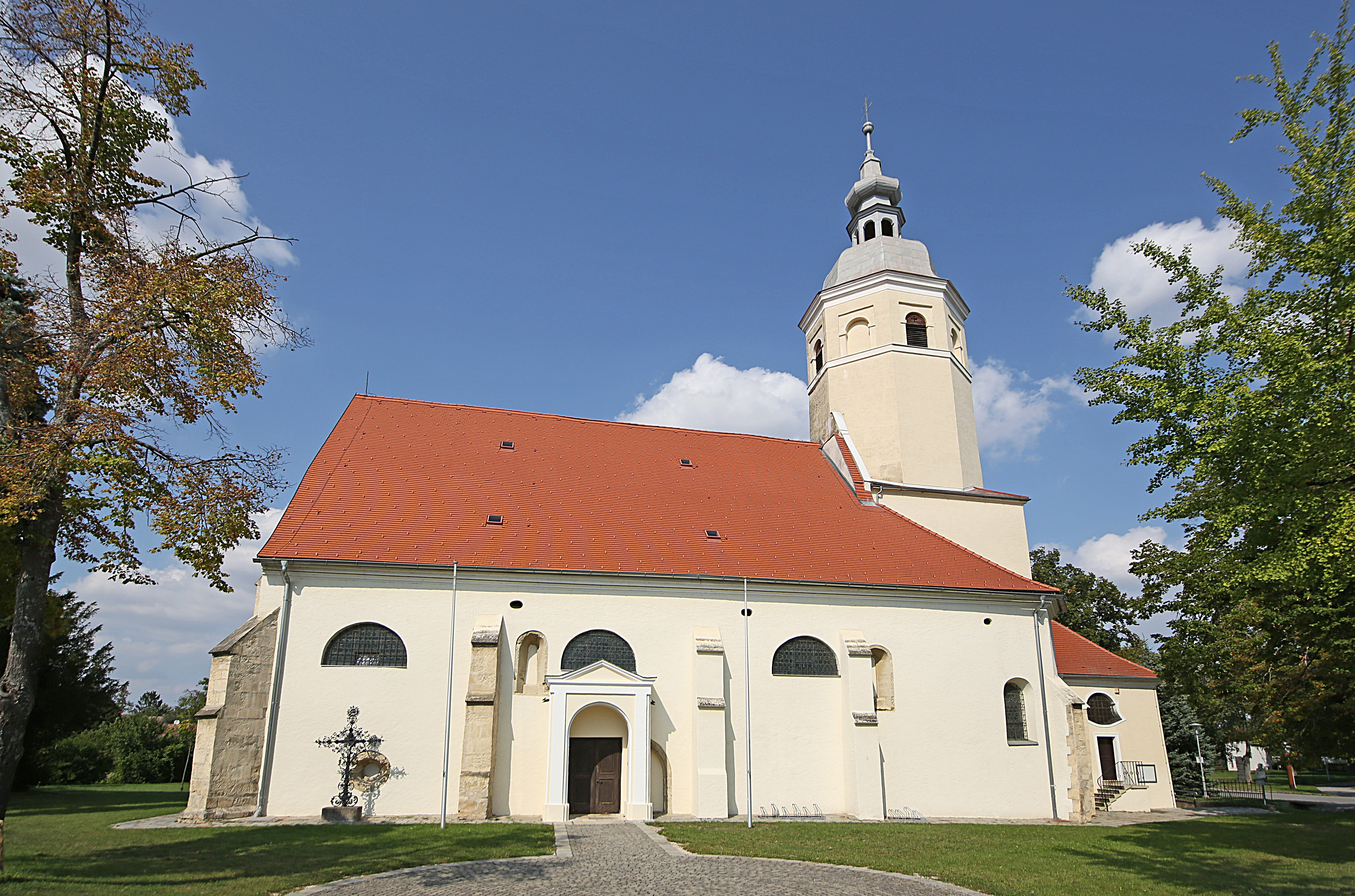
A Moosi Szűz Mária-kegytemplom

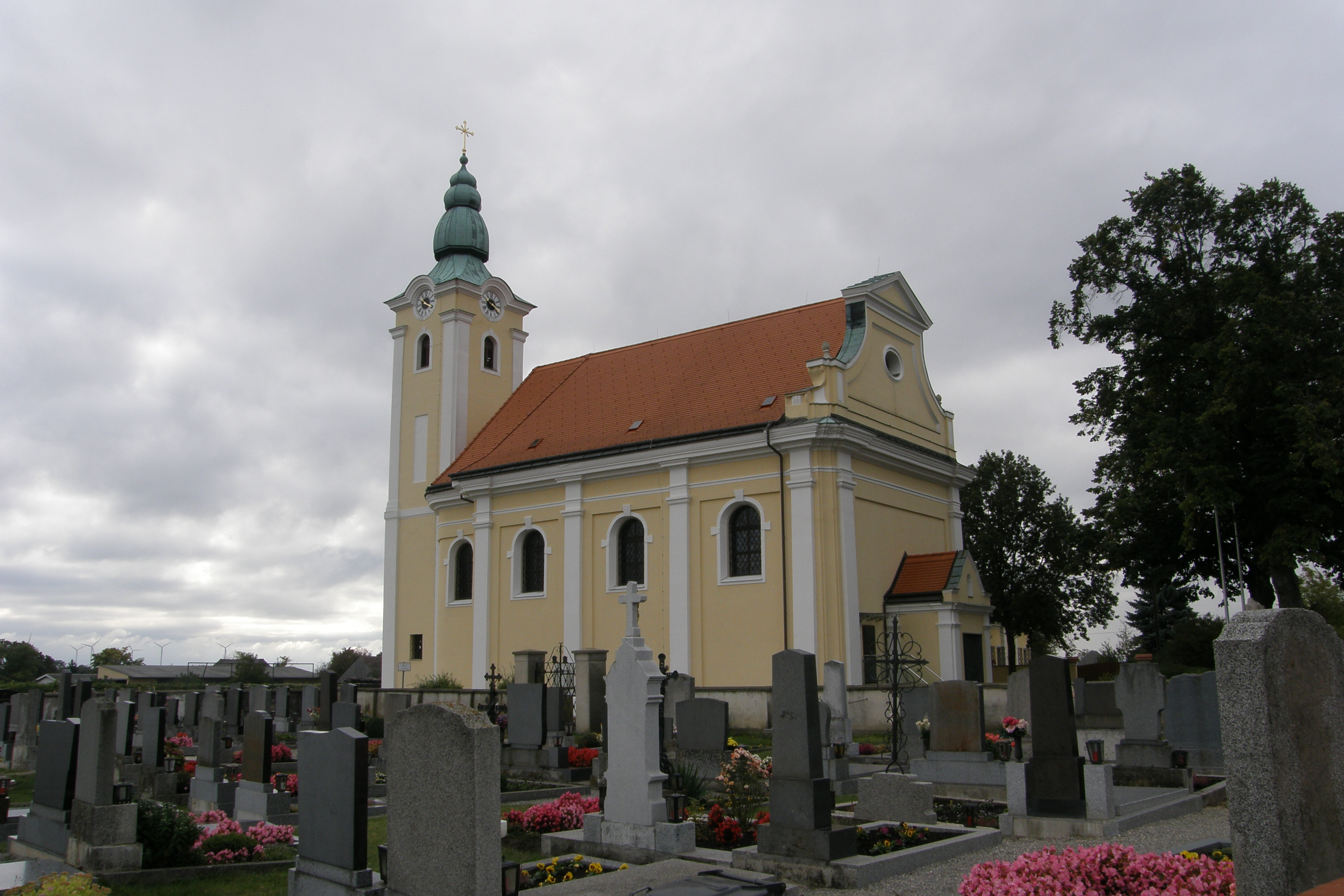
A Szt. Rozália-plébániatemplom

- a zistersdorfi kastélyban ma szakiskola működik
- a zistersdorfi Szent kereszt felemelése-plébániatemplom
- a zistersdorfi Moosi Szűz Mária-kegytemplom
- a großinzersdorfi Szt. Rozália-plébániatemplom
- a loidesthali Szt. Wolfgang-plébániatemplom
- a maustrenki Szt. György-plébániatemplom
- az 1747-ben emelt petisoszlop a főtéren

## Testvértelepülések
- Hodonín (Csehország)
- Zwettl (Ausztria)
- Nienhagen (Németország)

## Fordítás
- Ez a szócikk részben vagy egészben  a   Zistersdorf című német Wikipédia-szócikk ezen változatának fordításán alapul.  Az eredeti cikk szerkesztőit annak laptörténete sorolja fel. Ez a jelzés csupán a megfogalmazás eredetét és a szerzői jogokat jelzi, nem szolgál a cikkben szereplő információk forrásmegjelöléseként.